# Lightning talk
Uma lightning talk (inglês para palestra relâmpago) é uma apresentação curta dada em uma conferência ou forum similar. Ao contrário de outras apresentações, palestras relâmpagos duram poucos minutos. E durante um curto intervalo de tempo são apresentadas várias lightning talks por diversos oradores.

## História e Formato
A Lightning talk pode ter sido criada na conferência de Python em 1997, onde foi simplesmente chamada "conversas curtas" (short talks). O termo "lightning talks" foi primeiramente usado por Mark Jason Dominus para uma sessão YAPC 19100 Conference em junho de 2000 e graduamente se espalhou por outras conferências técnicas.
Formatos variam entres os diferentes locais. A maioria das conferências irá disponibilizar um slot de apresentação (de 30 a 90 minutos) e então organizará diversas palestras relâmpago uma depois da outra durante essa sessão.
O tamanho das palestras são geralmente entre 1 e 10 minutos com um limite de 5 minutos sendo comum. A fim de permitir rápidas mudanças entre os oradores apresentações de slides podem ser desencorajadas ou um único computador rodando um programa de apresentação (como OpenOffice.org Impress ou Microsoft PowerPoint ) pode ser usado por todos os oradores.